# 阿里阿德涅号小巡洋舰
阿里阿德涅号是德意志帝国于1890年代末至1900年代初所建造的十艘瞪羚级小巡洋舰的五号舰，以希腊神话人物阿里阿德涅命名。瞪羚级是早期无防护巡洋舰与通报舰的设计巅峰，结合了两种舰型的优点，成为德国舰队未来所有小巡洋舰的鼻祖。为了能与演习舰队（即公海舰队的前身）共同作战并作为一艘境外舰服役，它装备有十门105毫米40倍径速射炮，最高航速达21.5節（39.8每小時）。
阿里阿德涅号在其服役生涯中几乎没有作出任何贡献；从1902年至1906年间，它先后在演习舰队的第一分舰队和第一侦察集群服役。在此期间，它参加了例行的训练演习和海外巡航。该舰于1906年底退役，一直搁置至1914年7月第一次世界大战爆发。在8月2日重新启用后，它负责担任保卫德国北海沿岸的鱼雷艇向导舰。至8月28日的黑尔戈兰湾海战中，阿里阿德涅号出击增援在黑尔戈兰湾巡逻的己方舰艇，却在那里意外遭英国的战列巡洋舰击沉。其伤亡人数说法不一，有59名或250名官兵被其它德国巡洋舰救起。

## 设计
在为德意志帝国海军建造了鵟級巡洋艦和赫拉号通报舰之后，国家海军办公室的造舰局开始筹备一款新型的轻巡洋舰设计，该设计结合了两个舰种的最佳属性。设计者必须研发一款配备装甲保护的小巡洋舰，并具有舰队作战所需航速、火力和稳定性的最优组合，以及在海外德国殖民地站点间运行所需的续航能力。由此诞生的瞪羚级为德国舰队于1914年以前建造的所有小巡洋舰提供了官方设计基础。
阿里阿德涅号的全长为105.1米，有12.2米的舷宽和4.93的前吃水。其标准排水量2659吨，在满载情况下则可达3006吨。舰只的推进系统由日耳曼尼亚船厂生产的两台三胀式蒸汽机组成。它们的额定功率为8,000匹公制馬力（5,900千瓦特），最高速度达21.5節（39.8每小時）。发动机由九台燃煤燃煤船用式水管锅炉提供动力。阿里阿德涅号可贮存560吨煤，故此得以10節（19每小時）的速度续航3,560海里（6,590）。舰只的标准船员编制则为14名军官及243名水兵。
阿里阿德涅号的主炮为单座安装、配备炮挡的十门105毫米40倍径速射炮。其中两门并排布置在艏艛前方，六门设于舰舯、每边各三门，以及两门并排布置在舰艉。它们的射程为12200米，并配备1000发弹药，其中每炮100发。该舰还装备有两具450毫米鱼雷发射管及五枚鱼雷，均以以浸没式安装在舷侧的船体内。在装甲方面，阿里阿德涅号受到20－25毫米厚的装甲甲板保护。司令塔的侧面有80毫米厚、顶面为20毫米厚。炮挡的厚度也有50毫米。

## 服役历史
阿里阿德涅号是根据合同代号“D”作为新增编入舰队的单位订购，并于1899年12月14日在不来梅的威悉船厂开始架设龙骨。它于1900年8月10日下水，并由时任威廉港帝国船厂厂长的海军少将胡戈·冯·舒克曼（Hugo von Schuckmann）在下水仪式上发表演说，继而展开舾装工作。舾装完成后，阿里阿德涅号于1901年5月18日投入运行以展开海试。在7月11日的试航中，其左舷第一台锅炉发生爆炸；事故造成3人丧生、3人受伤。1902年10月22日，该舰才最终宣布准备好入役，当时它被编入驻基尔的第一分舰队，并由海军少校阿道夫·约瑟斐（Adolph Josephi）担任舰长。它跟随分舰队中的战列舰展开前往挪威的巡航，随后又在北海进行了训练演习。1903年3月1日，阿里阿德涅号被分配至第一侦察集群，这是演习舰队（Übungsflotte，即公海舰队前身）的主要侦察单位，受海军少将路德维希·博尔肯哈根指挥。
第一侦察集群于1903年初开始了前往西班牙的训练巡航，期间阿里阿德涅号曾于5月14日在法国布雷斯特停留，为分舰队领取邮件。7月，包括阿里阿德涅号在内的舰队大部再度到访挪威海域。舰队例行的年度秋季演习则于9月至10月在北海和波罗的海举行。1904年，阿里阿德涅号参与了5月的舰队演练，随后在英国国王爱德华七世访问基尔期间接受了海上阅兵。舰队随后回访英国，而阿里阿德涅号更于9月3日至10日的巡航中为德皇威廉二世的游艇霍亨索伦号提供护航。在此期间，海军少校约翰内斯·席尔默（Johannes Schirmer）接替了约瑟斐出任舰长。1905年，该舰参加了年度的训练演习，但随着3月梅克伦堡号战列舰在大带海峡搁浅后，演习中断；阿里阿德涅号成为被派去解救它的舰艇之一。1906年2月，当新式战列舰普鲁士号代表德国前往哥本哈根出席丹麦国王弗雷德里克八世的加冕典礼时，也由阿里阿德涅号为其提供护航。返回德国后，阿里阿德涅号于9月22日在威廉港退役，继而在接下来的八年里都作预备役封存。

### 第一次世界大战
1914年7月第一次世界大战爆发后，阿里阿德涅号于8月2日重新入役，作为岸防鱼雷艇区舰队的向导舰，肩负着亚德河与威悉河河口的守卫。这些舰艇的任务是保护相关重要的水道不受敌舰的攻击。其时任舰长为海军上校汉斯·泽博姆。
8月23日，几名英国指挥官提交了一份计划，欲以海军准将雷金纳德·蒂尔维特麾下哈维奇部队的轻巡洋舰及驱逐舰袭击德国沿岸的巡逻线。它们将得到潜艇以及海军中将戴维·贝蒂麾下的战列巡洋舰和相关轻型部队的支援。这份计划得到批准并定于8月28日实施。8月26日傍晚，英军开始离开港口，首先派出参与行动的是潜艇部队。大部分水面部队都于翌日清晨出海；为了进一步支援哈维奇部队而增加的第7巡洋分舰队，则是于这天晚些时候离港。

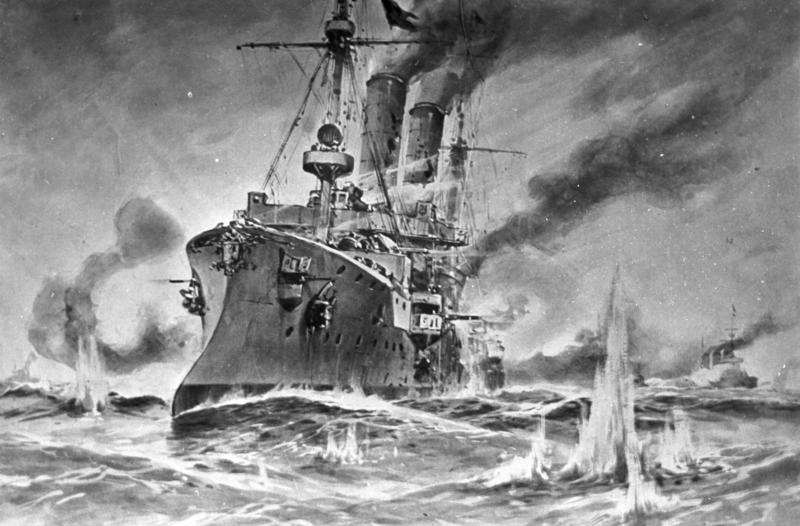
黑尔戈兰湾海战 (1914年)中的阿里阿德涅号

8月28日清晨，阿里阿德涅号被轮调出前线巡逻线，并锚泊在威悉河入口处，以支援正在巡逻的巡洋舰和鱼雷艇。在28日上午接到英军袭击的报告后，阿里阿德涅号及其它几艘巡洋舰火速赶往驰援德国巡逻队。它于大约13:40与斯德丁号会合，但在此后不到20分钟内，正追击科隆号的两艘贝蒂的战列巡洋舰便已抵达现场，并开始向阿里阿德涅号开火。后者向右转舵，试图逃跑。它遭英国火炮数次命中，其中一次击中了前部锅炉舱。舰只的贮煤舱发生火灾，并有五台锅炉失效；导致其速度下降至15節（28每小時）。两艘战列巡洋舰不断迫近——其中一艘是狮号，直至相距3,000（3,300碼）的范围内发射它们的12英寸（300）炮，这正是该口径炮的近距離平射射程。阿里阿德涅号尽其所能还击，但无济于事。
随着火势在艏艉两端肆虐，阿里阿德涅号向其前弹药舱灌水，以避免火情波及推进剂装药。至14:15，英国人停火，使阿里阿德涅号得以蹒跚离开。幸存的船员能够在艏艛集合逃生，并准备弃舰。小巡洋舰但泽号于15:00前不久抵达，开始营救幸存者；而科尔贝格号和施特拉尔松德号也在随后加入救援行动。施特拉尔松德号试图拖走这艘受损的舰只，但至16:25，阿里阿德涅号倾覆，使得拯救该舰的努力陷入僵局。它在最终沉没前仍然漂浮了一段时间。由于阿里阿德涅号甲板上储存的弹药频繁爆炸，导致友舰无法太靠近失事的巡洋舰，这阻碍了救援工作。关于伤亡的报告则大相径庭。据历史学家加里·斯塔夫表示，包含该舰的指挥官在内，共有9名军官和50名士兵获救。但另三位历史学家汉斯·希尔德布兰德、阿尔贝特·勒尔以及汉斯-奥托·施泰因梅茨则认为该舰共有约250名官兵获救，仅64名船员在沉没中阵亡。
舰只残骸于1973年被寻获；它位于诺德奈以北约40米的深度之下，坐标为54°9′N 7°7′E / 54.150°N 7.117°E。阿里阿德涅号正长眠在距报道的沉没地点约4海里（7.4）处。